# Eanach Dúin

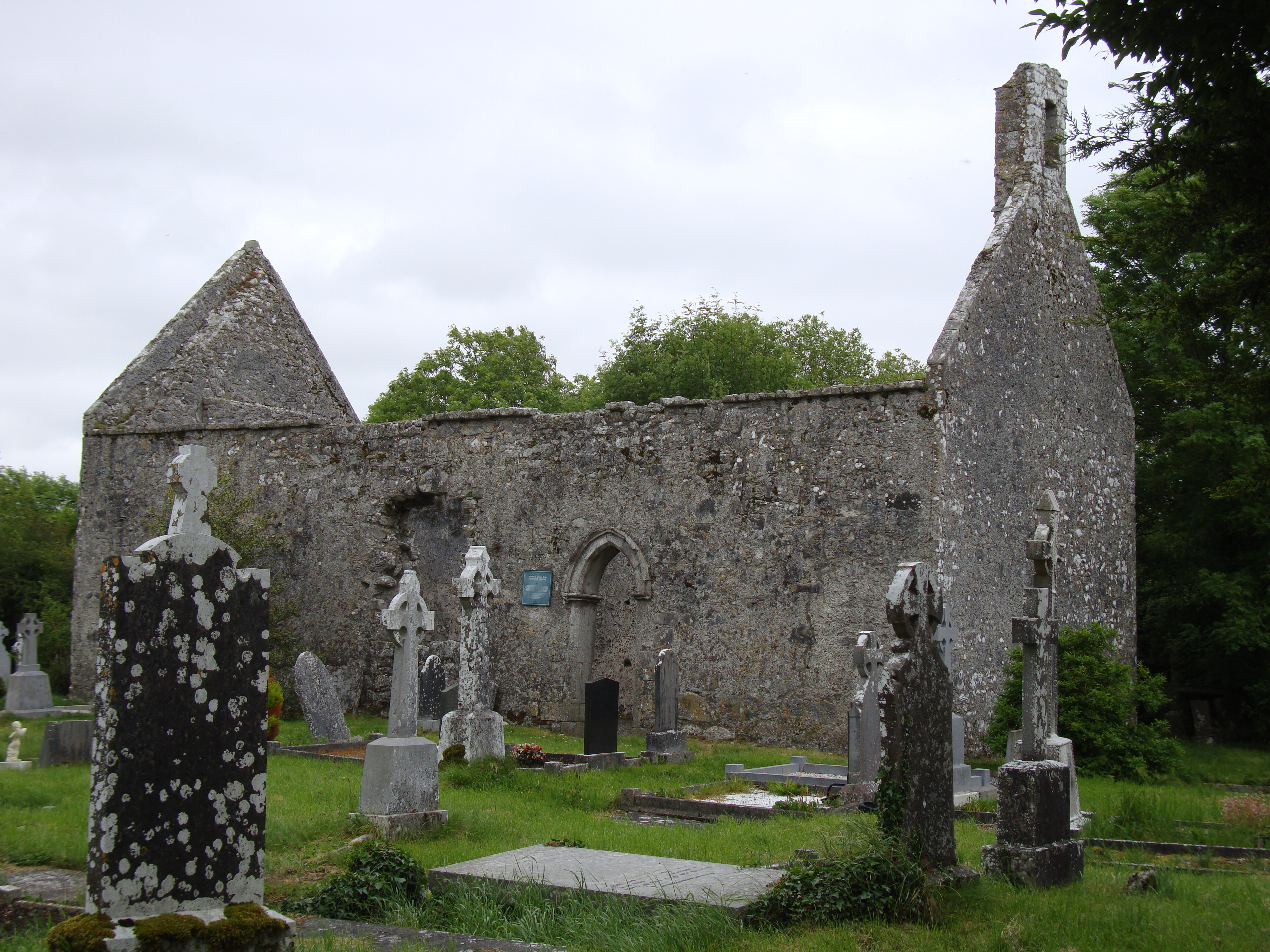
Dawna katedra diecezjalna w Annaghdown

Eanach Dúin (łac. Dioecesis Enachdunensis, ang. Diocese of Annaghdown) – stolica historycznej diecezji w Irlandii, erygowanej w VI wieku, a zlikwidowanej w roku 1580. Współcześnie miejscowość Annaghdown w hrabstwie Galway. Obecnie katolickie biskupstwo tytularne.

## Biskupi tytularni
| Lp. | Biskup              | Funkcja                                         | Od                  | Do               |
| --- | ------------------- | ----------------------------------------------- | ------------------- | ---------------- |
| 1   | Gerald Thomas Mahon | biskup pomocniczy Westminster (Wielka Brytania) | 24 kwietnia 1970    | 29 stycznia 1992 |
| 2   | John Jerome Cunneen | biskup pomocniczy Christchurch (Nowa Zelandia)  | 6 października 1992 | 15 grudnia 1995  |
| 3   | Michael Courtney    | nuncjusz apostolski                             | 18 sierpnia 2000    | 29 grudnia 2003  |
| 4   | Octavio Cisneros    | biskup pomocniczy Brooklyn (USA)                | 6 czerwca 2006      |                  |